# Smallville (5. évad)
| é./r. | Cím           |
| ----- | ------------- |
| 5.01  | Érkezés       |
| 5.02  | Halandó       |
| 5.03  | Elrejtve      |
| 5.04  | Aqua          |
| 5.05  | Szomjúság     |
| 5.06  | Leleplezve    |
| 5.07  | Töredék       |
| 5.08  | Magány        |
| 5.09  | Lex karácsony |
| 5.10  | Fanatikus     |
| 5.11  | Bekerítve     |
| 5.12  | Elszámolás    |
| 5.13  | Bosszú        |
| 5.14  | Sír           |
| 5.15  | Kiborg        |
| 5.16  | Hipnotikus    |
| 5.17  | Üresség       |
| 5.18  | Törékeny      |
| 5.19  | Kegyelem      |
| 5.20  | Áttűnés       |
| 5.21  | A közvetítő   |
| 5.22  | Hordozó       |

## 5.01 Érkezés (Arrival)
A Magány Erődjében Clark vitába keveredik Jor-El-lel, aki azt mondja neki, nem térhet vissza Smallville-be, hanem maradnia kell és fel kell készülnie a bolygó megmentésére. Chloe szintén az Erődbe teleportálódott, azonban képtelen elviselni a fagypont alatti hőmérsékletet, így veszélybe kerül az élete.
Clark-nak az erejét kell használnia, hogy megmentse a lányt. Jor-El megtiltja Clark-nak, hogy elhagyja az Erődöt, azonban később belenyugszik fia döntésébe. De figyelmezteti: ha nem tér vissza napnyugta előtt, akkor szörnyű következményekkel kell számolnia.
Ezalatt Lana elszörnyed, mikor két kriptoni idegent lát kiszállni a meteoreső során lezuhant űrhajóból.
A két idegen mindent elpusztít, ami a városból maradt, miközben Kal-El-t keresik.

## 5.02 Halandó (Mortal)
Jor-El megfosztja erejétől Clark-ot, így hétköznapi emberré teszi őt. Clark ezzel megelégszik, és összejön Lana-val…
Miután Lana-t, Jonathan-t és Martha-t három Belle Reeve-i túszul ejti, Clark-nak kell kitalálni, hogyan mentse meg őket az ereje nélkül.
Eközben Lex próbálja kiszedni Chloe-ból mi történt a barlangban.

## 5.03 Elrejtve (Hidden)
Chloe-t figyelmezteti Gabriel, hogy arra készül, egy rakétával eltörölje a Föld színéről Smallville-t.
Az erejétől továbbra is megfosztott Clark szembekerül Gabriel-lel és lövést kap. Kórházba kerül, ahol élet és halál között lebeg, a sorsa pedig Jor-El kezében van.
Eközben Lex próbálja kinyitni az űrhajót…

## 5.04 Aqua
Egy tóparti buli majdnem drámai fordulatot vesz, mikor Lois beüti a fejét vízbeugrás közben. Mielőtt Clark megmenthetné őt, egy rejtélyes úszó – Aquaman, alias Arthur Curry – közbelép, kimenekítve a lányt a vízből. A fiú olyan gyorsan úszik, hogy Clark-ot simán lehagyja, aki ettől teljesen ledöbben.
A.C. azért jött Smallville-be mert hallotta, sok hal kipusztult Kráter tóból, és tudja is, ki által, ezért betör a LuthorCorp titkos víz alatti bázisába, hogy elpusztítsa Lex egyik torpedóját (amivel képes elpusztítani több millió élőlényt a tengerben). Azonban Lex elkapja…
Eközben Fine professzor munkát ajánl Clark-nak. Egy könyvet szeretne írni a LuthorCorp-ról.

## 5.05 Szomjúság (Thirst)
Lana úgy dönt, az utolsó pillanatban beiratkozik Metropolisi Egyetemre. Azonban arra kényszeríti a sors, hogy egy lánykollégiumban keressen szállást, mivel ilyen késői időpontban más lehetőség nincsen.
Ugyanakkor kollégiumi szobatársai kissé többet ajánlanak neki, mint egy szobát…
Miután Lana vámpírrá változik, megpróbálja megölni Chloe-t, de Clark közbeavatkozik, és így Clark-ot nézik ki következő áldozatnak…

## 5.06 Leleplezve (Exposed)
Jonathan nagyon meglepődik, amikor felbukkan a farmon legrégebbi barátja, Jack Jennings szenátor az újraválasztási kampányához kér támogatást.
A későbbiekben még több segítségre lesz szüksége a szenátornak, mivel meghal egy fiatal bártáncosnő, akiről kiderül, hogy a szeretője volt. Így ő lesz az elsőszámú gyanúsított. Kis csapatunk ismét nyomozni kezd. Chloe pedig meggyőzi Lois-t, hogy – bártáncosnőnek álcázva magát – segítse a nyomozást. Ám a dolgok rosszra fordulnak, amikor Lois-t elrabolja egy diplomata fia…
Még ebben az epizódban Jack Jennings megkéri Jonathan-t, hogy induljon az szenátorválasztáson…

## 5.07 Töredék (Splinter)
Clark-ot megfertőzi az ezüst kriptonit, melynek hatására paranoiás lesz. Az ezüst kriptonit elhiteti vele, hogy Chloe fel akarja fedni a titkát Lionel előtt, hogy Jonathan szövetkezik ellene Lionel-lel, valamint hogy Lex és Lana titkos viszonyt folytat.
Chloe és a Kentek eszeveszetten keresik a gyógymódot, azonban Fine Professzor lesz az, aki megmenti Clark-ot. A szálka, amit kivesz Clark-ból, Fine (terveinek) részét képezi.

## 5.08 Magány (Solitude)
Martha-t megtámadja egy különös kór, hamar egyértelművé válik, hogy csak órák vannak hátra az életéből. Clark Fine professzorhoz-hoz fordul segítségért, aki meggyőzi Clark-ot, hogy csupán Jor-El felelős a betegségért.
Chloe Luis segítségével látja a Luthorok egyik raktárát, ahol Fine űrhajóját látja.
Fine elhiteti Clark-kal, hogy az egyetlen mód az anyja megmentésére, ha elpusztítja a Magány Erődjét.
Amikor azonban megérkeznek az Erődbe, Fine megkísérli kiszabadítani Zod tábornokot és megölni Clark-ot. Chloe a barlangon keresztül az Erődbe jut, és segít a zöld kriptonittal fogságban tartott Clark-on. Fine eltűnik, az űrhajóval együtt. Martha azon nyomban meg is gyógyul.

## 5.09 Lex karácsony (Lexmas)
Lex-nek olyan információ jut a birtokába, amellyel tönkreteheti Jonathan életét. El kell döntenie, hogy felhasználja-e ezt az információt, s ezzel tönkreteszi-e Clark és Martha életét is.
Mielőtt döntene, lelövik és kómába esik. Az édesanyjáról álmodik, valamint arról az életről, amit élhetett volna, ha elhagyja apját és a LuthorCorp-ot. Az alternatív életében Lex boldog házasságban él az áldott állapotban lévő Lana-val. Van egy fiuk, Alex. Ebben a boldog életben, azonban Lana meghal, mert Lex apja nem segít rajtuk, fitogtatva hatalmát, amit a fia a boldog élet reményében, eldob magától. Lex a kómából felébredve a hatalmat és pénzt választja, egy középosztálybeli házasélet helyett.
Ezalatt Chloe megkéri Clark-ot, hogy erejét felhasználva segítsen eljuttatni a karácsonyi ajándékokat a gyerekeknek.

## 5.10 Fanatikus (Fanatic)
Jonathan életveszélyes fenyegetéseket kap egy rejtélyes ismeretlentől, hogy szálljon ki a szenátori posztért vívott küzdelemből. Később Clark fellógatva találja apját a pajtában és elhatározza, hogy megtalálja a támadót. Így lel rá arra a fanatikus csoportosulásra, amely mindent képes megtenni azért, hogy Lex nyerje a választást.
Lois élete is veszélybe kerül: elrabolják, és arra kényszerítik, kövessen el merényletet Jonathan ellen a beszéde alatt. Lionel pénzügyi támogatást ajánl fel – Jonathan kampányához – Martha-nak.
Lana eközben a meteoresőt tanulmányozza, mert úgy hiszi, nem véletlen, hogy még egyszer Smallville-t meteoreső sújtotta.

## 5.11 Bekerítve (Lockdown)
Két rendőr, aki látta az űrhajót landolni a második meteoresőben, elrabolják Lana-t és Lex-et. Megfenyegetik őket, hogy mindketten meghalnak, ha Lex nem árulja el, hol rejtegeti a hajót.
Lex és Lana megpróbálnak megszökni, azonban menekülés közben Lex kap egy golyót, amit Lana-nak szántak. Attól félve, hogy Lex elvérzik, Lana megkéri, árulja el, hogy hol van a titkos rejtekhely.
Ekkor azonban Lex bevallja, hogy a hajó néhány hete rejtélyesen eltűnt.
Eközben Clark felfedezi, hogy Lana Lex-szel együtt végez kutatásokat a hajóval kapcsolatban…

## 5.12 Elszámolás (Reckoning)
A sorozat századik epizódjában Clark feltárja a titkát Lana előtt. Jonathan és Lex megismeri a szenátori választás eredményeit. Egy tragikus autóbaleset történik az országúton, ami Clark egyik szerettének az életébe kerül. A kétségbeesett Clark Jor-El-nél könyörög segítségért…

## 5.13 Bosszú (Vengeance)
Martha-t megtámadják az utcán, és egy ismeretlen jó tevő megmenti. A tolvajok elviszik Jonathan óráját is, amit Martha Clark-nak akart adni, de ő nem fogadta el, ezért lelkiismeret furdalása lesz, és bármit megtesz, hogy visszaszerezze az órát.
Közben kiderítik Chloe-val, hogy az ismeretlen jótevő nem más, mint a Daily Planet kétbalkezes, szemüveges riportere…

## 5.14 Sír (Tomb)
Egy fiatal lány lelke kiszabadul, miután a Talon-ba csap egy villám, miközben Chloe zuhanyozik.
Chloe látja egyedül a lány szellemét, aki mondani akar neki valamit, és eközben mindenki azt hiszi, Chloe örökölte az anyja betegségét.
A lány megmutatja, hogy a holtteste ott van a Talon falában. Chloe-t megszállja a lány szelleme, aki bosszút akar állni azon az emberen aki ezt tette vele.
Eközben Lex mindenképp szeretné elvinni Belle Reeve-be Chloe-t.

## 5.15 Kiborg (Cyborg)
Egy jó szándékú doktor kiszabadítja a félig ember, félig gép Victor-t a LuthorCorp-tól, ahol fogva tartották és kísérleteket hajtottak rajta végre. Menekülés közben Victor-t elüti Lana. Miután Lana sértetlenül látja elsétálni a fiút, Clark-ot hívja segítségül, hogy kiderítsék mi történt.
Clark összebarátkozik Victor-ral és megígéri neki, hogy segít megtalálni a barátnőjét. Azonban Lex csapdát állít Victor-nak és visszaviszi a LuthorCorp-ba…
Eközben Martha-t megzsarolják egy videófelvétellel, és Lionel az aki segít neki.

## 5.16 Hipnotikus (Hypnotic)
Lex felfedezi, hogy Fine professzor (Brainiac) Honduras-ban van. Elhatározza, hogy utána megy. Lana-nak is mindent elmondd, aki arra kéri, had mehessen vele, de Lex nem engedi. Megígéri Lana-nak, mindent elmesél, amikor visszajön.
Clark eközben találkozik a gyönyörű lánnyal, Simone-val, akinek van egy nyaklánca, amivel tudja az embereket hipnotizálni, és rávenni bármire. Ezzel Clark-ot is hipnotizálja, aki még az erejét is felfedi Simone előtt. Ezt Simone kihasználja, és megparancsolja neki, ölje meg Lex-et.

## 5.17 Üresség (Void)
Lana még mindig össze van zavarodva a Clark-kal való szakítása miatt. A lány részt vesz egy veszélyes szérum tesztelésében, melynek segítségével újra látja halott szüleit. Clark, aggódva hogy Lana a szérummal kárt tesz magában, elindul megmenteni őt. Azonban ez nem sikerül. Sőt, ő is kap egy adagot a kriptonittal kevert szérumból. Ennek hatására képes lesz nemrég elhunyt apjával beszélni. Jonathan figyelmezteti fiát, hogy Lionel tudja a titkát.
Eközben Lionel egyre közelebb kerül Martha-hoz…

## 5.18 Törékeny (Fragile)
Clark és Martha befogad egy kislányt, Maddie-t. A lány nevelőanyja brutális gyilkosság áldozata lett. Kiderül, hogy Maddie különleges erőivel telekinetikusan képes összetörni az üveget. Ezután mindenki őrá gyanakszik, kivéve Clark-ot…
Eközben Chloe rájön, valami van Lex és Lana között.

## 5.19 Kegyelem (Mercy)
Egy maszkos ember elrabolja Lionel-t. Túszként tartja fogva, és arra kényszeríti, hogy részt vegyen az általa kieszelt kegyetlen játékokban. Lionel-nek szabályosan kell nyernie, hogy életben maradjon.
Miután Clark elmondja Martha-nak, hogy Lionel tudja a titkát, a nő elindul hogy beszéljen vele. Azonban ezáltal véletlenül belecsöppen a Játszmába, s immár az ő élete lesz a tét.

## 5.20 Áttűnés (Fade)
Clark Metropolis-ban megment egy Graham nevű idegent, aki cserébe esküt tesz, hogy viszonozza mindezt neki. A láthatatlanná válás képességét felhasználva úgy dönt, megöli Lex-et. Úgy gondolja, ez lesz legjobb viszonzás Clark-nak, mert így visszakapja Lana-t.
Eközben Clark elmondja Lana-nak, hogy félti őt Lex-től…

## 5.21 A közvetítő (Oracle)
Clark megdöbben, amikor az apja szellemét látja a temetőben. Még inkább összezavarodik, amikor Jonathan azt mondja neki, hogy meg kell ölnie Lionel-t.
Eközben Lex kifejleszt egy oltóanyagot Fine halálos vírusára, de Fine közbelép és Lex-be oltja az anyagot, ami megdöbbentő reakciót vált ki…

## 5.22 Hordozó (Vessel)
Brainiac szabadjára enged egy halálos vírust, ami milliókat fog megölni. Megtagadja Clark-tól a gyógyító vakcinát, hacsak nem egyezik bele Zod tábornok kiszabadításába. Clark Lionel-hez fordul segítségért…
Eközben Lex el van ámulva az újonnan szerzett erejétől és képességeitől. Megosztja a felfedezést Lana-val, aki úgy dönt, kiáll Lex mellett. Mit sem sejtve arról, hogy a Lex életében beállt változás annak köszönhető, hogy részt vett Brainiac ördögi tervében…